# Région de Cairns
Pour les articles homonymes, voir Cairns (homonymie).
La région de Cairns (en anglais : Cairns Region) est une zone d'administration locale (LGA) de la région de l'extrême nord du Queensland en Australie. Le centre administratif de la région est la ville de Cairns.

## Histoire
La région est créée le 15 mars 2008 par fusion de la ville de Cairns avec le comté de Douglas. Cependant, à la suite d'un référendum de 2013, le comté de Douglas est rétabli comme zone d'administration locale au 1er janvier 2014.